# سیارک ۵۹۴۵
سیارک ۵۹۴۵ (به انگلیسی: 5945 Roachapproach، نامگذاری:1984SQ3) پنج هزار و نهصد و چهل و پنجمین سیارک کشف شده‌است که در ۲۸ سپتامبر ۱۹۸۴ کشف شد.
قدر مطلق سیارک برابر ۱۳٫۴۰ است.